# PowerJet SaM146
PowerJet SaM146 là động cơ tuốc bin phản lực cánh quạt hệ số hai viền khí cao do Snecma của Pháp và NPO Saturn của Nga hợp tác sản xuất thông qua PowerJet. Snecma lo phần chế tạo và lắp đặt hệ thống điều khiển hoàn toàn bằng điện tử, các phụ kiện (hộp số, điều khiển hộp số), tổng thể động cơ và bay thử. NPO Saturn lo phần chế tạo các phần nén áp thấp, lắp đặt vào máy bay và chạy thử trên mặt đất. Hiện nay loại máy bay chính trang bị loại động cơ này là Sukhoi Superjet 100.

## Thiết kế phát triển
Thiết kế của SaM146 dựa trên động cơ CFM International CFM56, CFM56 là động cơ do hãng Snecma hợp tác phát triển với các hãng General Electric tại Hoa Kỳ. Kết hợp với thiết kế động cơ Snecma M88 do chính hãng Snecma sản xuất vốn dùng cho Dassault Rafale.
Viện Nghiên cứu máy bay Gromov đã đồng ý với Snecma về việc gắn SaM146 lên các chiếc Ilyushin Il-76 để bay thử nghiệm. Việc bay thử đã bắt đầu từ năm 2007. Cơ quan An toàn hàng không châu Âu đã thông qua SaM146 vào ngày 23 tháng 6 năm 2010.
Động cơ có thể tạo ra lực đẩy từ 62 đến 77,8KN (6.200 đến 7.700 kg). Động cơ này đã được chọn để lắp trên các máy bay Sukhoi Superjet 100.
Tốc độ sản xuất của SaM146 là 5 hay 6 động cơ mỗi tháng. Dự kiến tăng lên 150 động cơ mỗi năm. Một phiên bản mới đang được phát triển dự kiến sẽ giảm trọng lượng động cơ và tăng lực đẩy lên 5%.
Cơ quan An toàn hàng không châu Âu cũng đã thông qua mẫu SaM146-1S18 vào tháng 2 năm 2012, mẫu này tăng lực đẩy lên 3%, tăng trọng lượng cất cánh tối đa của máy bay và giúp mở rộng phạm vi bay lên 4.578 km với đầy hành khách và hành lý của các máy bay 100 chỗ ngồi.